# Jetter Mars
Jetter Mars (яп. ジェッターマルス, Jettā Marusu) — аніме-серіал режисера Рінтаро за сценарієм Осаму Тедзуки.

## Сюжет
Події розгортаються у 2015 році. Двоє вчених, доктор Кавашімо та доктор Яманоуе, створили робота з розширеними можливостями. Доктор Кавашімо створив його чудодійний штучний інтелект, зробивши його майже людиною, тоді як доктор Яманоуе створив тіло робота, наділивши його вражаюче потужною зброєю.

## Персонажі
Як і очікувалося від Осаму Тедзуки, він використовував свою «акторську компанію», відому як Зоряну систему, для персонажів Jetter Mars. Він створив кількох оригінальних персонажів спеціально для серіалу, таких як Марс і Мельчі, але переважна більшість була класичними та добре відомими персонажами з творів Тедзуки, які грали різні ролі.
У наведеному нижче списку описано персонажів, які були представлені більш помітно в серіалі:
Джеттер Марс (яп. ジェッターマルス, Jettā Marusu): Головний герой серіалу. Потужний робот, створений за образом хлопчика. Має тіло, яке можна використовувати для руйнувань катастрофічних масштабів, і майже людський штучний інтелект. Марс був розроблений як машина для війни, і тому його було названо на честь римського бога війни. Він часто опиняється у скрутному становищі, коли йому доводиться шукати баланс між своїм хлоп'ячим серцем і непереборною силою.
Мельчі (яп. メルチ, Meruchi): Молодший брат Марса з тілом немовляти. Наділений величезною фізичною силою, єдине слово, яке він може вимовити — «Бакаручі!» (яп. バカルチ, Bakaruchi) (слово, вигадане Тедзукою без реального значення). Він також, хоч і рідко, але вимовляє речення.
Мірі (яп. 美理, Miri): Робот, створений за образом молодої дівчини доктором Кавашімо. Володіє здібностями, які дозволяють їй відновлювати зруйнованих роботів і техніку. Вона є сестрою Марса і Мельчі та донькою доктора Кавашімо.
Доктор Кавашімо (яп. 川下博士, Kawashimo Hakase): Творець штучного інтелекту та серця Джеттера Марса, а також Мірі та Мельчі. На відміну від свого колеги-науковця доктора Яманоуе, він бажав, щоб Марс жив життям, сповненим доброї мети та миру.
Доктор Яманоуе (яп. 山之上博士, Yamanoue Hakase): Відомий робототехнік, відповідальний за проектування Марса. Марс ставився до нього, як до батька. Він зникає після випробування нової гравітаційної зброї.
Доктор Тедзука (яп. 手塚博士, Tezuka Hakase): У багатьох своїх роботах Тедзука малював себе як персонажа, зануреного у всесвіт своїх творінь і взаємодіючого зі своїми героями. В серіалі він є відомим робототехніком, якого доктор Яманоуе вважає своїм суперником.
Спайдер (яп. スパイダー, Supaidā) і Хьотан-цуґі (яп. ひょうたんつぎ, Hyōtan-tsugi): Два мультяшні персонажі, які ненадовго з'являються для комічного ефекту. Хьотан-цуґі зазвичай з'являвся, падаючи перед персонажем у найневідповідніший момент, і його гнівно виганяли, а Спайдер зазвичай з'являвся в моменти напруги, вимовляючи свою фірмову фразу «Омукае де ґонсу!» (яп. おむかえでごんすﾞ, Omukae de gonsu), приблизно «Ось і зустрілися!». Крім того, Хьотан-цуґі з'являвся в кожному епізоді під час фінальних титрів. Спайдер з'являється лише в манзі та на початку аніме.
Хам Егг (яп. ﾊﾑｴｯｸﾞ, Hamueggu): Один з найвпізнаваніших персонажів Тедзуки у його Зоряній системі. Як завжди, він затіває недобрі справи, керуючи роботизованим цирком. В аніме він обманом змушує Марса виступати для свого цирку, а в манзі Хам Егг вмовляє молодшого брата Марса, Мельчі, приєднатися до цирку замість нього. Обидва вони в кінцевому підсумку вичерпують свою енергію через те, що Хам Егг засмутився на них.

## Виробництво
На відміну від переважної більшості персонажів Осаму Тедзуки, Джеттер Марс не був вперше опублікований у вигляді коміксу, написаного та проілюстрованого Тедзукою, але персонаж має фізичну схожість з головним персонажем попередньої роботи Тедзуки, Astro Boy. Спочатку аніме планувалося як продовження серії Astro Boy під назвою Mighty Mars (マイティ・マルス Maiti Marusu).
Деякі аспекти оригінальної історії Атома взяті і використані для Марса, наприклад, що він був створений як потужний андроїд в образі хлопчика. У створенні Марса беруть участь два вчені, один з яких замислює його як бойовий інструмент, а інший виступає проти цієї мети, замислюючи його як інструмент для мирних занять. Цей елемент віддзеркалює розбіжності між персонажами доктора Тенма та доктора Очаномідзу в Astro Boy. В серіалі можна знайти деякі інші запозичені концепції.
Деякі сюжетні лінії в епізодах Jetter Mars були ремейками класичних історій, які Тедзука написав і намалював у своїй манзі Astro Boy, таких як «Штучне сонце» та «Останній день на Землі». За традицією Тедзуки, у серіалі з'явилося багато його персонажів з різних творів манґи в різних ролях.
Так само, як він написав та проілюстрував свою мангу Astro Boy, Тедзука тримався подалі від графічного насильства в Jetter Mars, хоча типові риси його творів, такі як важливість моральних цінностей, людяність та сильна емоційність, також присутні в ньому.
Серіал був сприйнятий населенням Японії зі змішаними почуттями, оскільки деякі хотіли оригінального Astro Boy, а деякі прийняли Джеттера Марса як іншого персонажа, яким він і був задуманий. Це призвело до того, що Тедзука втратив інтерес до серіалу, і він закінчився на 27-ій серії.